# Roger Mortimer, I barone di Wigmore
Roger Mortimer, I barone di Wigmore (1231 – 30 ottobre 1282), fu un nobile cavaliere proveniente dall'Herefordshire e precisamente dal castello di Wigmore, appartenente alla nobile famiglia dei Mortimer. Fedele alleato di Enrico III d'Inghilterra fu invece in rapporti molto più complessi con Llywelyn Ein Llyw Olaf ap Gruffydd con il quale fu alleato e nemico in tempi diversi.

## Biografia

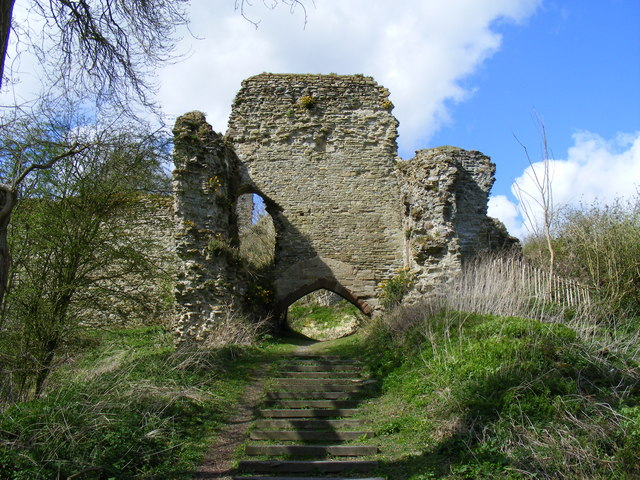
Ingresso del Castello di Wigmore, ormai in rovina

Nacque nel 1231 da Ralph Mortimer (prima del 1198-prima del 6 agosto 1242) e Gwladus Ddu (morta 1251) a sua volta figlia di Llywelyn il Grande e Giovanna del Galles, figlia illegittima di Giovanni d'Inghilterra.
Nel 1256 andò in guerra contro suo cugino Llywelyn Ein Llyw Olaf ap Gruffydd, quando questi invase le sue signorie di Rhayader e Gwrtheyrnion. Gli scontri fra loro continuarono ad intermittenza fino alla loro morte avvenuta a due anni di distanza l'uno dall'altro.
Combatté per Enrico III d'Inghilterra contro la ribellione cappeggiata da Simone V di Montfort e nel 1264 perse quasi la vita nel corso della battaglia di Lewes che venne poi vinta dagli uomini di Montfort.
Nel 1265 sua moglie Matilde de Braose, baronessa Wigmore aiutò il principe Edoardo a scappare dai baroni che lo tenevano prigioniero mentre Roger era ancora impegnato a combattere contro gli uomini di Montfort. Nell'agosto di quello stesso anno Montfort si trovò circondato su tre lati dal fiume Avon e sul quarto dai soldati del re, mentre Roger aveva spedito i propri uomini a bloccare l'unica via di fuga che conduceva al villaggio di Bengeworth. La battaglia di Evesham ebbe quindi inizio, i soldati gallesi di Montfort ruppero le file e corsero verso il ponte dove vennero uccisi dagli uomini di Roger e lui stesso uccise Hugh le Despenser (1223-4 agosto 1265) e lo stesso Montfort nello scontro fra i loro due eserciti.
A battaglia finita Roger fu ricompensato con numerose parti anatomiche e con la testa di Montfort che egli poi spedì alla moglie al loro castello di Wigmore.
Nel 1282 Roger prese parte alle spedizioni in Galles contro Llywelyn Ein Llyw Olaf ap Gruffydd, poiché era a capo delle operazioni di guerra nella regione. La sua morte, avvenuta il 30 ottobre dello stesso anno, costò a Edoardo I d'Inghilterra un certo ritardo nel progredire della guerra.

## Matrimonio e figli
Sposò nel 1247 Matilde de Braose, figlia di Guglielmo di Braose ed Eva Marshal. I loro sei figli, a noi conosciuti, sono:
- Ralph Mortimer (morto 10 agosto 1274)
- Edmund Mortimer, II barone Mortimer (1251-17 luglio 1304), fra i suoi figli vi fu Ruggero Mortimer, I conte di March
- Isabella Mortimer
- Margaret Mortimer (morta 1297)
- Roger Mortimer di Chirk
- William Mortimer (morto prima del giugno 1297)